# Gynandromyia habilis
Gynandromyia habilis là một loài ruồi trong họ Tachinidae.